# Tasimetro
Il tasimetro o microtasimetro, o misuratore di pressione infinitesimale, è uno strumento di misura progettato da Thomas Edison per misurare la radiazione infrarossa. 

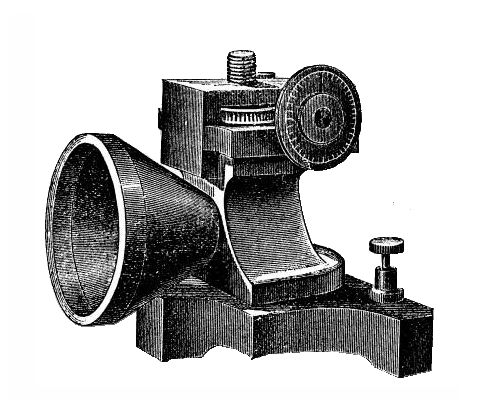
Il tasimetro di Edison

Nel 1878, Samuel Langley, Henry Draper e altri scienziati statunitensi avevano bisogno di uno strumento altamente sensibile che potesse essere utilizzato per misurare le piccole variazioni di temperatura al variare del calore emesso dalla corona solare, durante una eclisse che si sarebbe manifestata in forma totale nelle Montagne Rocciose il 29 luglio dello stesso anno.
Per soddisfare tali esigenze, Edison inventò un dispositivo da lui chiamato microtasimetro, basato sulla dilatazione di una barretta di vulcanite, il cui estremo libero agiva su una piastrina di carbonio inserita in un circuito in corrente continua, modificandone la resistenza elettrica mediante variazioni di pressione. 
Le espansioni/contrazioni dell'elemento di vulcanite in dipendenza del variare della temperatura, trasformate in variazioni di resistenza elettrica, venivano rivelate come variazioni di corrente da un sensibile galvanometro, inserito nel circuito elettrico.
Per rendere la misura indipendente da eventuali variazioni della tensione della batteria che alimentava il circuito, il tasimetro era in effetti inserito in un ponte di Wheatstone.
Secondo en.Wikipedia, l'uso del dispositivo durante il suddetto eclisse si rivelò inaffidabile ed Edison rinunciò a brevettarlo, ritenendolo uno strumento per ricercatori, non suscettibile di sviluppo economico.